# Henning von Berg
Henning von Berg (Hannover, 10 giugno 1961) è un ingegnere e fotografo tedesco.
Nel campo della fotografia si è specializzato in fotoritratti e fotografie di nudo (con modelli di entrambi i sessi). I ritratti di persone anziane e i nudi artistici ("Fine Art Nudes") sono la specialità di von Berg. Ad oggi è l'unico fotografo che è riuscito a realizzare degli scatti di nudo maschile in un Palazzo del Parlamento.

## Biografia

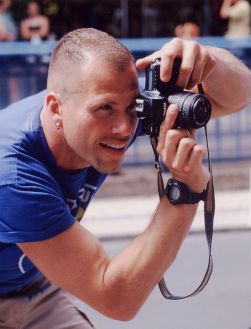
Henning von Berg, 1999, fotografato da Marco Andre

Henning von Berg è cresciuto in Bassa Sassonia e ha lavorato inizialmente per 13 anni da impiegato come ingegnere civile. All'età di 35 anni si è trasferito a Colonia e ha cominciato nel 1997 la sua seconda carriera di fotografo freelance.
Nell'estate del 1997 ha organizzato da autodidatta la sua prima grande sessione di foto di gruppo, cui hanno preso parte 28 persone. Una successiva mostra itinerante, dal titolo “Factory Boyz”, che includeva foto di nature morte sullo sfondo di un inospitale paesaggio industriale, ha suscitato scalpore ed è arrivata alla ribalta nazionale. La bizzarra combinazione di “Body & Building” gli ha valso il titolo di “architetto del nudo”.  A solo un anno di distanza, nel 1998, una di queste sue prime foto, “Stairway”, che vedeva tredici modelli posare sulle scale di uno stabilimento, fu selezionata per essere pubblicata in un'antologia internazionale di fotografia.
Il nome di Henning von Berg appare accanto a quelli di icone della fotografia come Wilhelm von Gloeden, David Hockney, Horst P. Horst, Robert Mapplethorpe, Man Ray e Andy Warhol, nell'elenco dei fotografi della raccolta “Naked Men Exposed – A Celebration of the Male Nude from 90 of the World's Greatest Photographers”, che sarà poi pubblicata anche in tedesco nel 2001, col titolo: “Naked Men - Neunzig weltberühmte Fotografen” (“Naked Men – Novanta fotografi di fama mondiale”).
Nel 1999, come co-promotore del progetto di nudi artistici dal titolo “Naked Berlin”, von Berg arriva a essere conosciuto in tutto il mondo in qualità di “people photographer”. Col suo team von Berg fotografa 6 modelli nudi davanti alle principali attrazioni di Berlino e addirittura all'interno del simbolo massimo della Repubblica Federale Tedesca, il Palazzo del Reichstag. Le foto vennero in seguito pubblicate in tutto il mondo e denominate: “I furfanti del Reichstag”. Ad oggi si tratta dei primi e unici scatti di nudo maschile realizzati in un Palazzo del Parlamento. Le istantanee volevano simboleggiare l'atteggiamento liberale della Repubblica Federale Tedesca di nuovo unita e avevano l'intenzione di far riflettere, specie all'estero, sull'immagine spesso superata della Germania. L'esposizione fu presentata in seguito a livello internazionale, anche presso il Goethe-Institut di Los Angeles.
Nel 2005 von Berg ha prodotto la versione femminile di quest'esposizione, realizzata però stavolta dall'altra parte del globo: nella serie di scatti “Naked Sidney” ha infatti fotografato un gruppo di donne nude sullo sfondo del centro di Sydney. Le mostre seguenti, tra cui quella al Festival canadese estivo di Montréal, in Canada, hanno raccolto un grande successo di pubblico, totalizzando complessivamente 200.000 visitatori.
Nel 2006 von Berg è stato invitato dalla fondazione artistica Tom of Finland di Los Angeles alla “Foundation Liaison” per la Germania e l'Europa. Oltre a questo, nello stesso anno, è stato nominato “corrispondente dal Benelux” da una casa editrice australiana per i magazine di nudo fotografico “Blue” e “Black+White”. Oggi l'autodidatta von Berg può fregiarsi di essere apparso in 430 pubblicazioni internazionali e 43 mostre in musei e gallerie di tutti i cinque continenti.

## Gli ultimi lavori
Henning von Berg vive oggi alternativamente a Berlino, Amsterdam e Los Angeles.
È specializzato nella realizzazione di foto in esterni e in condizioni di luce naturale. Ama ritrarre soggetti sullo sfondo di paesaggi intensi e di edifici monumentali ed elabora progetti artistici che coinvolgano amatori di entrambi i sessi (la modella più anziana da lui fotografata sino ad ora è una donna di 108 anni). Al momento punta la sua attenzione su serie fotografiche che riguardino anziani, persone disabili, ma anche atleti e personaggi famosi, come Julius Shulman.
Sempre più spesso von Berg viene definito lo specialista delle foto di gruppo. Alcune delle sue serie fotografiche sollevano critiche riguardo ad alcuni aspetti della società. La sua attenzione è però per i nudi artistici e i ritratti di soggetti. Ama utilizzare prevalentemente luce naturale ed essendo ingegnere lo stimola il confronto fra la morbidezza delle curve umane e la precisione del disegno architettonico.
Per i suoi progetti artistici adora ritrarre le persone più diverse, di tutte le razze e di tutte le età. In passato ha anche lavorato saltuariamente con alcuni modelli di professione. Spesso è stato anche curatore di mostre e membro di giuria di alcuni concorsi. In qualità di editore aiuta fotografi-icone nella realizzazione dei loro volumi fotografici, come è successo per esempio per Dianora Niccolini, Peter Berlin, Frank Diernhammer. Ogni anno è coinvolto in progetti sociali e dona copie delle sue opere per aste di beneficenza.

## Mostre (selezione)
- Goethe Institut Los Angeles "Naked Berlin | The Liberal Capital"
- Advocate Gallery a Hollywood "City Of Angels - Gates Of Hell"
- Kunstforum Colonia "Colognia | California"
- Feitico Gallery a Chicago "Angels"
- Casa d'aste Villa Grisebach a Berlino "Reichstagslümmel"
- Fondazione artistica ToF-Foundation di Hollywood "Erotic Art Fair"
- Gallerie a Colonia, Münster, Dortmund, Bielefeld "Factory Boyz"
- Catherine Beatty Gallery a Sydney "Naked Berlin | The Liberal Capital"
- Park Hotel Hyatt-Levantehaus ad Amburgo "Art Meets Charity"
- Plaza Hotel a Washington (D.C.) "M.A.L. 2000"
- Leather Archives & Museum a Chicago "Stairway"
- Flinders Hotel a Sydney "Universal"
- Galerie Kunst(B)handlung a Monaco "Subversiv"
- Highway's Gallery a Venice Beach "GWM"
- Galerie Deja Design a Los Angeles "QATB Universal"
- Festival Divers/City, Parc Emilie-Gamelin a Montréal "Naked Berlin | Naked Sydney"
- Galerie Tristesse Deluxe a Berlino
- Galerie Camen de la Guerra a Madrid "La Mirada G"

## Pubblicazioni (selezione)
- Henning von Berg, Alpha Males, Bruno Gmünder Verlag, Berlino, 2007, ISBN 3-86187-468-7
- Kingdome 19 und Henning von Berg, Universal – Handcrafted Uniques, Bruno Gmünder Verlag, Berlino, 2004, ISBN 3-86187-655-8
- Phil Braham (Hrsg), Exposed: A Celebration of the Male Nude from 90 of the World's Greatest Photographers, Thunder's Mouth Press, Londra, 2000, ISBN 1-56025-301-0
- David Leddick, Male Nude Now - Contemporary Photography Universe Publishing/Rizzoli, New York, 2001, ISBN 0-7893-0635-2
- Reed Massengill, Self-Exposure - The Male Nude Selfportrait, Universe Publishing/Rizzoli, New York, 2006, ISBN 0-7893-1317-0
- Anthologie, Naked - Female and Male Nudes, Feierabend Verlag, Colonia-Berlino, 2005, ISBN 3-89985-160-9
- Phil Braham, Naked Men: Neunzig weltberühmte Fotografen, Umschau/Braus, Francoforte sul Meno, 2000, ISBN 3-8295-6833-9